# Chic (émission de télévision)
Pour les articles homonymes, voir Chic.
Chic est une émission de télévision consacrée aux tendances de la mode, de l'architecture, de la gastronomie, et du design, diffusée quotidiennement sur la chaîne de télévision franco-allemande Arte de 2005 à 2009 et reprise par la chaîne québécoise ARTV.

## Historique
Chic a été présenté d'octobre 2005 à septembre 2006 par la comédienne Valentina Sauca, puis de septembre 2006 au 1er janvier 2009 par Églantine Éméyé. À partir de janvier 2009, la présentation a été assurée par Isabelle Giordano (France) ou Valeria Risi (Allemagne). L'émission s'arrête le 17 décembre 2009 après plus de quatre années de diffusion et 805 numéros à son actif.

## Rubriques
D'une durée de 26 minutes, le nouveau format de Chic, adopté à la rentrée 2006, présente différentes rubriques tout au long de la semaine : la rubrique Rencontre permet à un créateur de faire découvrir sur quatre jours son univers de travail ; la rubrique Tendances développe les nouvelles influences créatrices ; la rubrique La Petite Histoire présente un historique d'un objet, un produit, interview des designers et créateurs des tendances actuelles historiens, designer, créateur de mode, écrivain... ; Que faire avec est une rubrique gastronomique de rencontre avec les chefs étoilés de la haute gastronomie pour découvrir une recette à partir de trois aliments improbables réalisé par Sophie Chambon et Sonia Bellancourt ; Coulisse fait découvrir un lieu ; enfin la rubrique Avant/Après propose de voir la transformation d'un objet effectuée par un téléspectateur.